# Future garage
Pour l’article homonyme, voir Garage (musique).
Le future garage est un genre musical de dance caractérisé par une variété d'éléments sonores issus de l'UK garage, du 2-step garage et majoritairement du Dubstep, et plus précisément du Post-Dubstep.

## Histoire
Le future garage incorpore une variété d'influences issues de l'UK garage et quelques éléments du 2-step garage. Le genre s'inspire de l'UK garage, du dark swing, du 2-step et du grime, produisant une sonorité futuriste,. Il est décrit par la presse spécialisée comme mieux adapté pour les auditeurs à la maison que l'UK garage. Le nom est lancé par Whistla avant l'apparition du Future Garage Forum en novembre 2009.
Dans la 108e édition du magazine MusicTech de mars 2013, le future garage semblerait employer des voix hautes, notamment.